# Anton Karlowitsch Walter
Anton Karlowitsch Walter (ukrainisch Антон Карлович Вальтер; * 24. Dezember 1905jul. / 6. Januar 1906greg. in St. Petersburg; † 13. August 1965 in Charkiw) war ein sowjetisch-ukrainischer Kernphysiker und Hochschullehrer.

## Leben
Walter aus einer adligen Familie begann 1922 ein Physik-Studium am Petrograder Polytechnischen Institut. Ab 1923 arbeitete er wissenschaftlich bei I. W. Obreimow im Leningrader Physikalisch-Technischen Institut (LFTI) und später im dortigen Laboratorium von N. N. Semjonow. 1925 wechselte er in das Laboratorium von A. F. Joffe, in dem er zusammen mit K. D. Sinelnikow und I. W. Kurtschatow die elektrischen und mechanischen Eigenschaften von Dielektrika untersuchte.
1930 wechselte Walter zum 1928 gegründeten Ukrainischen Physikalisch-Technischen Institut (UFTI) in Charkiw. Ab 1937 leitete er den neuen Lehrstuhl für Physik des Atomkerns der Universität Charkiw. Nach dem Deutsch-Sowjetischen Krieg lehrte er ab 1947 bis zu seiner Emeritierung Kernphysik an der Universität Charkiw. 1951 wurde er Mitglied der Akademie der Wissenschaften der Ukrainischen Sozialistischen Sowjetrepublik.
Walters Arbeitsgebiete waren die Physik der Dielektrika und Halbleiter, Hochspannungstechnik, Vakuumphysik und -technik, Atomkernphysik, Teilchenbeschleunigertechnik und Hochenergiephysik. 1932 spaltete er zusammen mit K. D. Sinelnikow, A. I. Leschunski und G. D. Latyschew als erste in der Sowjetunion den Lithium-Atomkern durch den Beschuss mit 300–400 keV-Protonen. Er leitete die Entwicklung von Teilchenbeschleunigern für Beschleunigungsenergien von 2 GeV. Zusammen mit K. D. Sinelnikow entwickelte und baute er 1938–1941 die ersten Öldiffusionspumpen in der Sowjetunion.

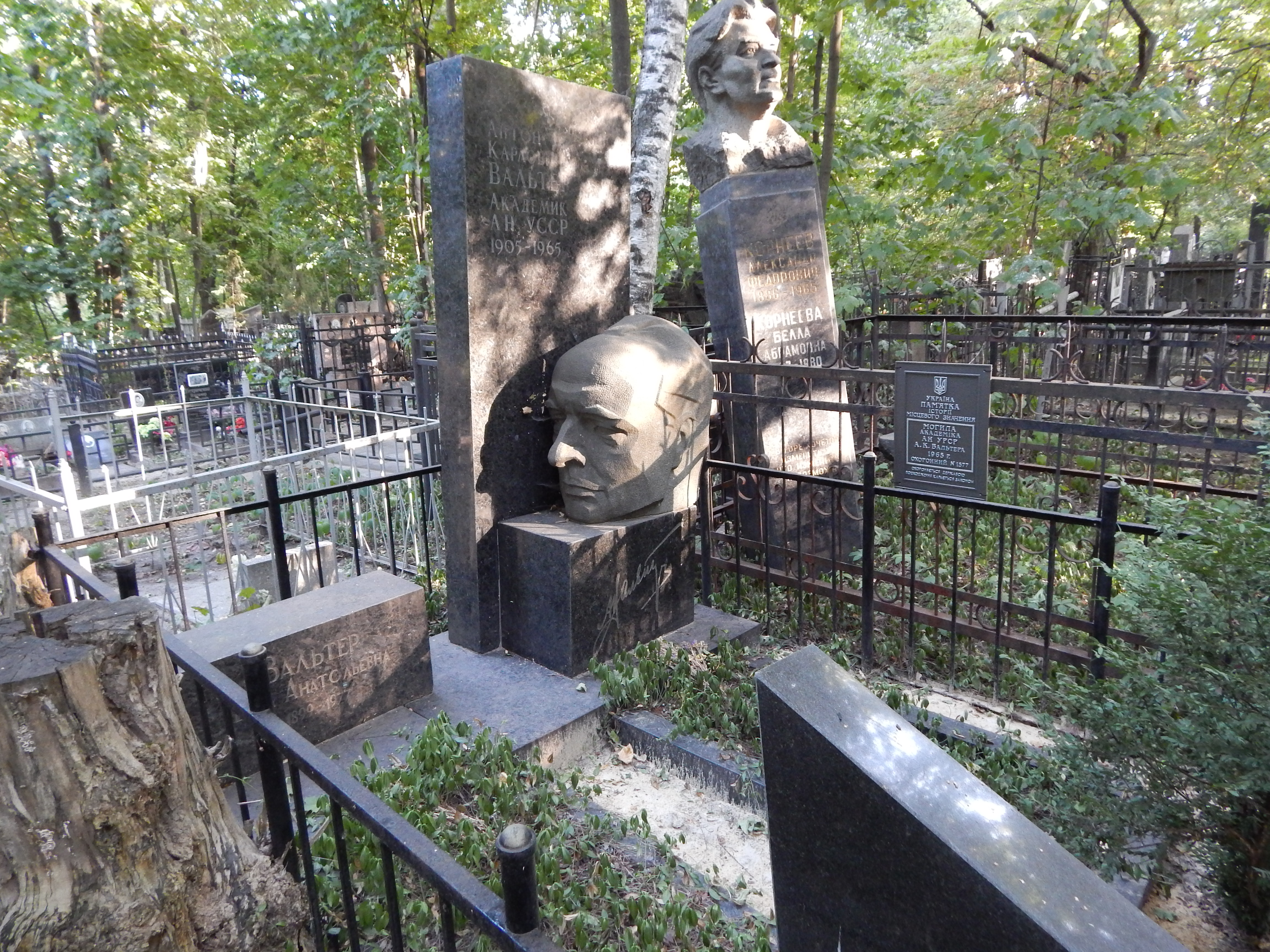
Grab von Anton Walter

Nach Walter wurde eine Straße in Charkiw benannt.

## Ehrungen
- Verdienter Wissenschaftler der Ukrainischen Sozialistischen Sowjetrepublik (1955)
- Held der sozialistischen Arbeit (für 1965 vorgeschlagen, aber wegen seines Todes nicht mehr realisiert)
- Staatspreis der Ukraine für Wissenschaft und Technik (1993 postum)